# Schlacht am Boyne
Dromore – Derry – Bantry Bay – Newtownbutler – Carrickfergus – Newry – Cavan – Boyne – Athlone (1) – Limerick (1) – Cork – Athlone (2) – Aughrim – Limerick (2)
Die Schlacht am Boyne am 1. Julijul. / 11. Juli 1690greg. (englisch Battle of the Boyne; irisch Cath na Bóinne) ist ein entscheidendes Ereignis der irischen und nordirischen Geschichte. Am Fluss Boyne in der Nähe von Rosnaree konnte der protestantische König Wilhelm III. von England den katholischen ehemaligen König von England Jakob II. aus dem Hause Stuart besiegen und die abgefallene Insel Irland erneut unterwerfen. Die Schlacht spielt in der Erinnerungskultur der nordirischen Unionisten bis heute eine zentrale Rolle.

## Hintergrund
Im Rahmen der Glorious Revolution war Wilhelm von Oranien 1688 auf den englischen Thron gelangt und hatte seinen Schwiegervater, den zum Katholizismus konvertierten König Jakob II., für abgesetzt erklärt und ins Exil gezwungen. Der vertriebene König versuchte mit französischer und irischer Unterstützung aber weiterhin, den englischen und schottischen Thron zurückzuerobern. Im Januar 1689 trat das englische Parlament zusammen und setzte Wilhelm von Oranien und Maria II. offiziell in die Thronfolge ein. Allerdings wäre es falsch, hierin die Begründung einer konstitutionellen Monarchie in England zu sehen. Diese basierte vielmehr auf Konzessionen, die nicht 1689, sondern erst im Zuge der nächsten zwölf Jahre erkämpft wurden.
Mit der Toleranzakte wurde eine Regelung der Religionsfrage vorgenommen, die den Dissenters endlich gewisse Rechte und Freiheiten der Ausübung ihrer Religion zugestand, diese jedoch sowohl an den Huldigungs- als auch den Suprematseid knüpfte. Katholiken, Juden und Antitrinitarier blieben von der Regelung jedoch weiterhin ausdrücklich ausgeschlossen und waren weiterhin nicht geduldet.
Während Wilhelms Thronbesteigung in England überwiegend positiv aufgenommen wurde, traf er in den schottischen Highlands auf massiven Widerstand der Anhänger Jakobs (Jakobiten). Noch problematischer erwies sich für Wilhelm die Situation in Irland, wo Jakob am 12. März 1689 mit einer überwiegend niederländisch-französischen Truppenmacht bei Kinsale landete. Unterstützt von der katholischen Bevölkerungsmehrheit zog er erst nach Dublin und dann zur City of Londonderry, einer protestantischen Hochburg, die er anschließend monatelang erfolglos belagerte, während sich Wilhelm bereit machte, Irland erneut der englischen Krone zu unterwerfen.

## Die Schlacht

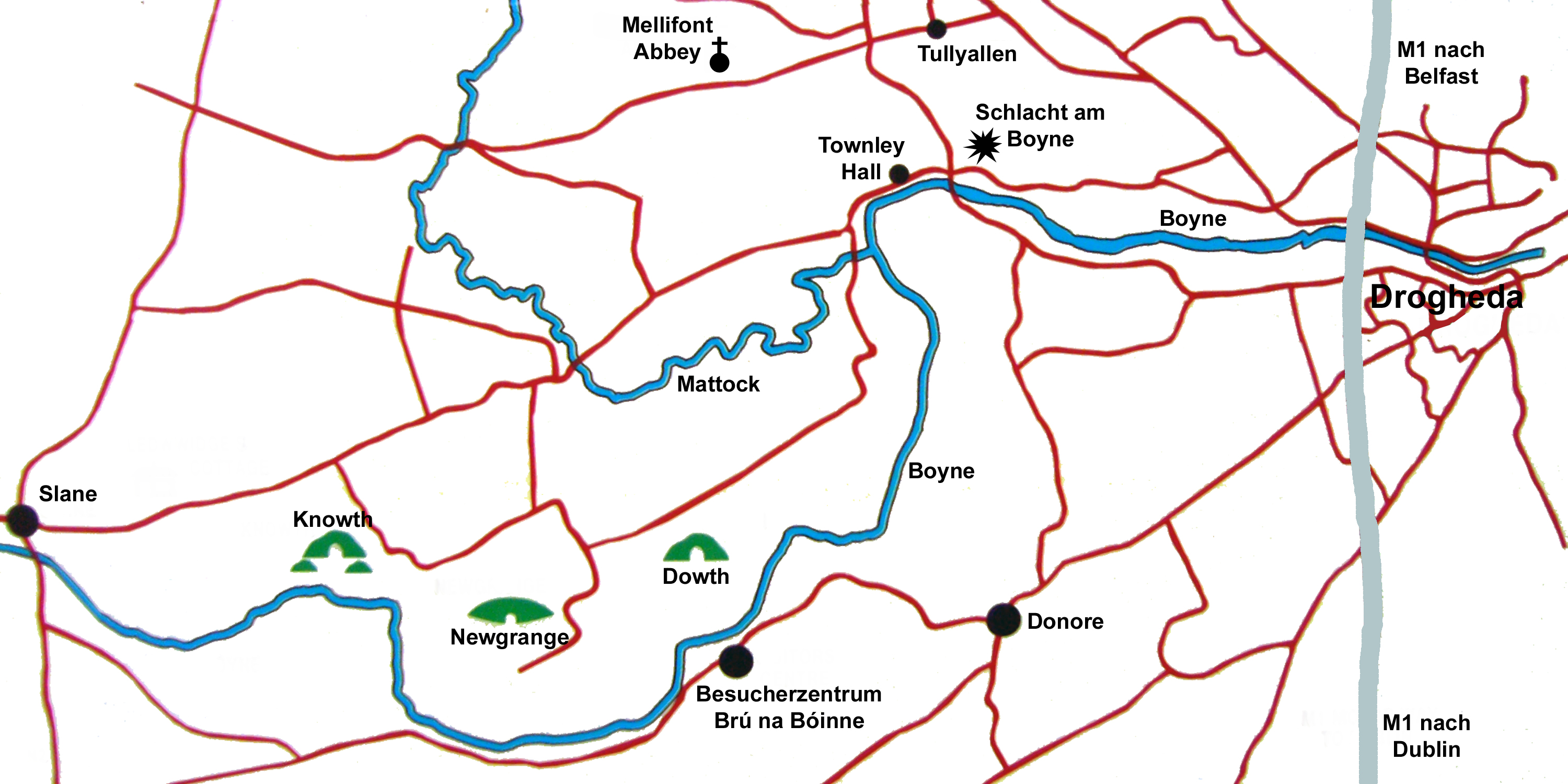
Ort der Schlacht am Boyne und Umgebung Brú na Bóinne

Jakobs Heer hatte beim erfolglosen Versuch, Derry und Enniskillen einzunehmen, große Verluste erlitten und konnte nur noch auf 7.000 französische Infanteristen, irische Kavallerie sowie frisch ausgehobene irische Infanterie und Dragoner zurückgreifen. Ihm standen insgesamt etwa 21.000 Mann zur Verfügung.
Wilhelm von Oranien landete mit seinem Heer am 14. Juni 1690 bei Carrickfergus in Ulster und marschierte dem Gegner in Richtung Dublin entgegen. Rund 10.000 englische Soldaten unter dem Kommando des Marschalls von Schomberg standen schon seit August des Vorjahres in Irland und vereinigten sich jetzt mit dem Oranier. Wilhelm brachte dadurch eine deutliche Übermacht von 35.000 Mann gegen die Jakobiten zusammen, überdies bestehend aus holländischen Blauen Garden, zwei Regimentern französischer Hugenotten und dänischen, brandenburgischen, finnischen und Schweizer Söldnern. Die niederländische Kavallerie stand unter Führung von Godert de Ginkell. Die jakobitischen Truppen standen unter dem militärisch wenig erfahrenen Herzog von Lauzun, der zudem blind den Planungen des Earl of Tyrconnel folgte.
Bei einer Furt über den Boyne nahe Oldbridge setzte die niederländische Blaue Garde über den Fluss, wurde aber durch einen Gegenangriff der jakobitischen Kavallerie gestoppt. Die Wilhelmiten waren nicht in der Lage, ihren Vormarsch fortzusetzen, bis es der eigenen Reiterei gelungen war, den Fluss zu überqueren und dadurch den Übergang des Fußvolkes zu gewährleisten. Der stellvertretende Armeeführer, der Marschall von Schomberg, und General George Walker wurden in dieser Phase der Schlacht getötet. Der Marschall geriet beim Überqueren des Flusses Boyne, von dem ihm Wilhelm dringend abgeraten hatte, in eine Gruppe irischer Reiter und wurde, da er bei der Flussüberquerung keinen Kürass trug, durch Degenhiebe getötet. Die Truppen unter Meinhard von Schomberg, dem Sohn des Gefallenen, trugen danach durch ihr Ausharren zum siegreichen Ausgang der Schlacht bei.
Das Heer Wilhelms konnte derweil am anderen Ufer durch seine zahlenmäßige Übermacht den Sieg erzwingen, die jakobitischen Truppen führten aber einen geordneten Rückzug durch.

## Folgen
Jakob II. musste sich endgültig in sein französisches Exil zurückziehen. Er floh von Kinsale aus nach Frankreich. Sein Verhalten wurde als persönliche Feigheit gedeutet, kostete ihn einen großen Teil seiner Unterstützung und brachte ihm in Irland den unrühmlichen Spitznamen James the be-shitten ein. Die besiegten Katholiken räumten Dublin und zogen sich auf Limerick zurück, wo sie sich hinter dem Fluss Shannon verschanzten. Wilhelms General de Ginkell belagerte vom 20. bis 30. Juni 1691 erfolgreich Athlone und schlug beim Vormarsch auf Limerick das letzte jakobitische Aufgebot unter Marquis de St. Ruth am 12. Juli in der Schlacht von Aughrim. Mit dem Vertrag von Limerick am 3. Oktober 1691 war die erneute Eroberung Irlands abgeschlossen.
Die folgenden Aufstände der Jakobiten, die bald Jakobs Sohn James Stuart (the Old Pretender) und schließlich dessen Sohn Charles (Bonnie Prince Charlie) als britischen Thronfolger einsetzen wollten, blieben bis 1746 eine Bedrohung für die Nachfolger Wilhelms. Schottische Separatisten betrauern bis heute den Ausgang der Schlacht von 1690 als Anfang vom Ende der schottischen Unabhängigkeit, weil er zur Vereinigung Großbritanniens durch den Act of Union 1707 führte, während die unionistischen protestantischen Nordiren, die sich der irischen Wiedervereinigung widersetzen, ihn als identifikationsstiftenden Triumph feiern.

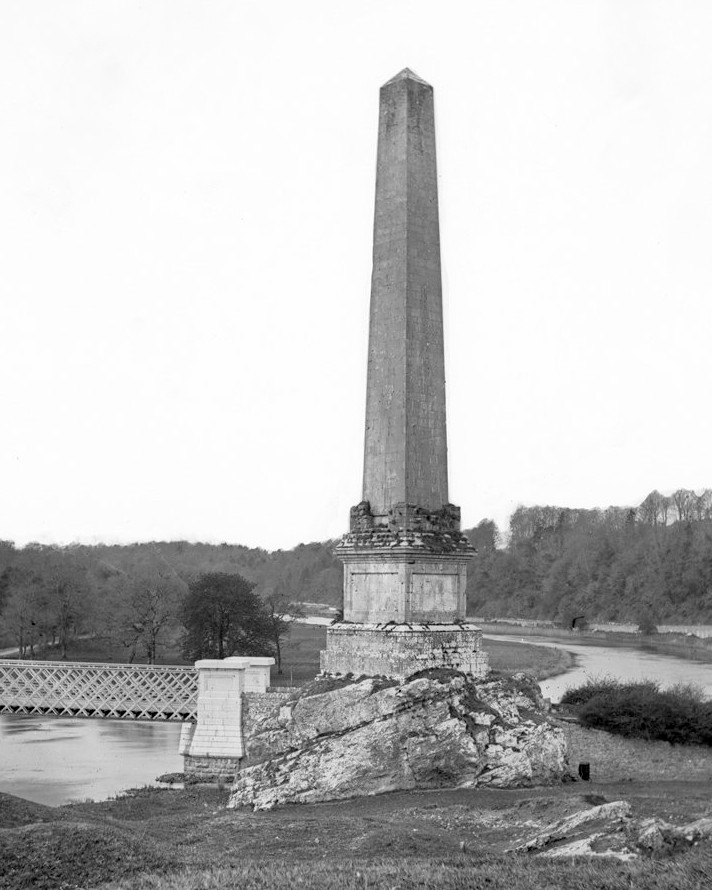
Obelisk bei Oldbridge

Zur Erinnerung an die Schlacht am Boyne wurde im Jahr 1736 westlich von Drogheda in Oldbridge ein Obelisk errichtet. Das Monument war 50 Meter hoch und hatte an der Basis eine Kantenlänge von mehr als neun Metern. Der Boyne Obelisk wurde auch als „King William’s Obelisk“ bezeichnet. Nach dem Irischen Bürgerkrieg wurde das Denkmal im 31. Mai 1923 gesprengt. Eine Brücke in Nähe des ehemaligen Standorts des Boyne Obelisk, die südlich der N51 über den Boyne führt und so das County Louth und das County Meath verbindet, trägt den Namen „Obelisk Bridge“.
Der Sieg am Boyne wird bis heute am 12. Juli von den protestantisch-unionistischen Traditionsverbänden in Nordirland mit Paraden gefeiert, was auch nach Abschluss des Friedensvertrags von 1998 noch regelmäßig Anlass zu Unruhen zwischen protestantischen und katholischen Gruppen gibt. Vor allem die Oranier-Märsche befeuern den Nordirlandkonflikt. Zudem werden am Abend vor dem 11. Juli rund um Belfast in der Bonfire Night hunderte Freudenfeuer entfacht. Dazu werden kegelige Türme aus Holzpaletten aufgeschichtet, in die meist – entgegen Aufrufen – auch Schichten von Autoreifen eingearbeitet werden, die beim Abbrennen für besonders viel rußenden und beißenden Qualm sorgen. Auf diesen Scheiterhaufen werden meist Flaggen der Republik Irland und andere Symbole der Republikaner und Katholiken verbrannt.

## Trivia
Im Film T2 Trainspotting des Regisseurs Danny Boyle stehlen die Protagonisten auf einer Unionistenfeier die Kreditkarten der Anwesenden – sie können deren Konten plündern, da die PIN fast immer 1-6-9-0 ist.